# Tysklands försvarsministerium

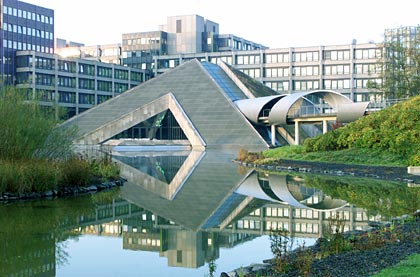
Högkvarteret på Hardthöhe i Bonn

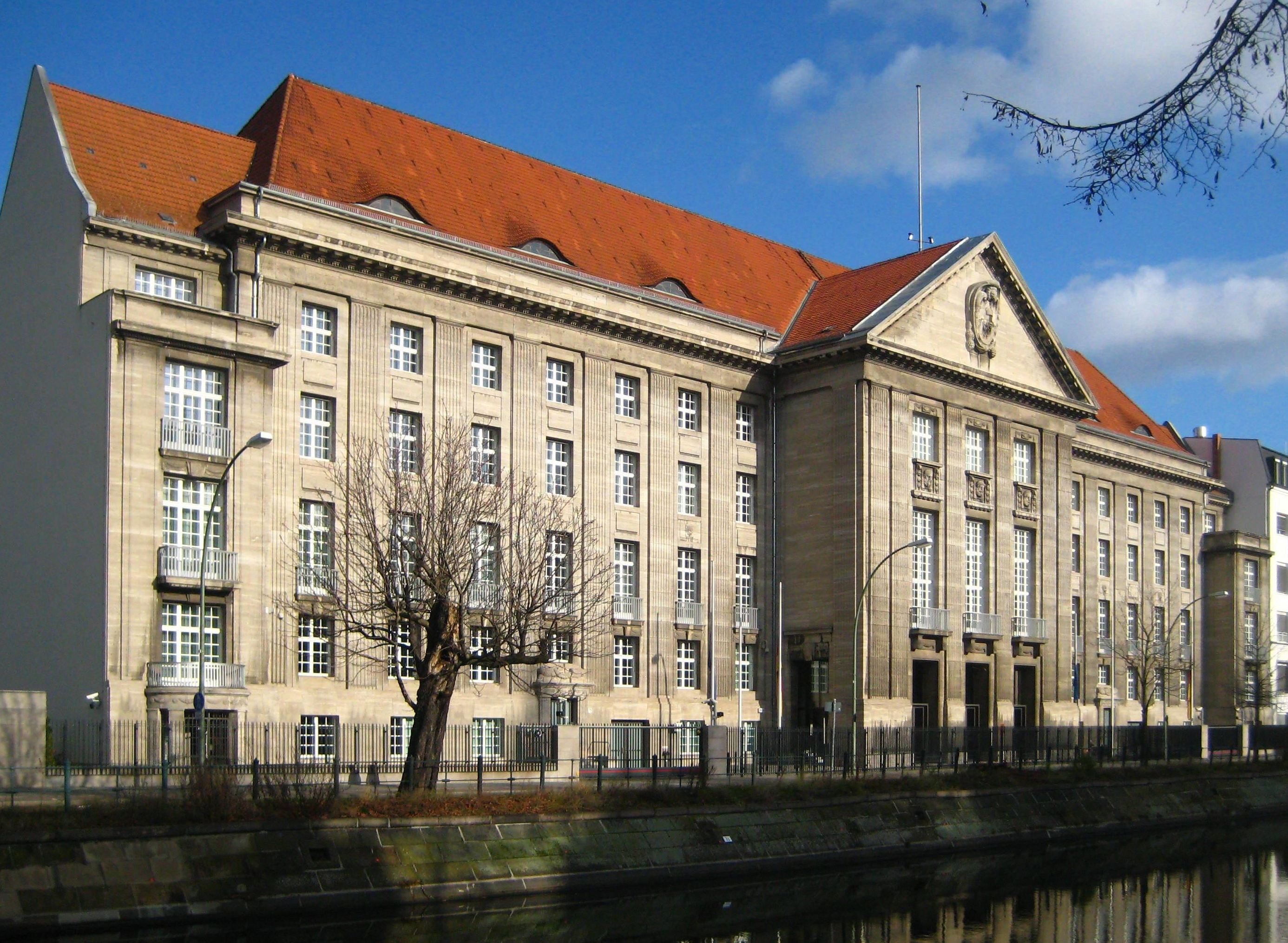
Bendlerblock vid Landwehrkanal i Tiergarten, Berlin.

Tysklands försvarsministerium (tyska: Bundesministerium der Verteidigung, BMVg) är det federala ministerium i Förbundsrepubliken Tyskland som ansvarar för landets försvarsmakt, Bundeswehr. Ministeriet, med omkring 3 200 anställda, varav cirka 900 soldater, leds av Tysklands försvarsminister.
Försvarsministern ingår i förbundsregeringen och tillsätts formellt av förbundspresidenten på förbundskanslerns begäran. Försvarsministern är enligt artikel 65a i grundlagen Bundeswehrs högsta befälhavare i fredstid. Försvarsministern biträds av försvarschefen som är den högsta yrkesmilitära befattningen.
Nuvarande försvarsminister är Boris Pistorius (SPD), som efterträdde Christine Lambrecht (SPD) den 19 januari 2023.

## Bakgrund
Försvarsministeriet har sitt säte på Hardthöhe i Bonn, Nordrhein-Westfalen, samma plats som var dess säte innan Tysklands återförening. Till sitt förfogande har försvarsministeriet ytterligare ett större kontorskomplex beläget i Bendlerblock i stadsdelen Tiergarten i Berlin. Bendlerblock var platsen där Claus Schenk von Stauffenberg 1944 genomförde det misslyckade 20 juli-attentatet mot führern Adolf Hitler. Stauffenberg och medkonspiratörerna arkebuserades därefter på Bendlerblocks innergård.
Ministeriet grundades ursprungligen som Västtysklands försvarsministerium, Bundesministerium für Verteidigung 1955 efter att ha föregåtts av Amt Blank. Namnet ändrades till Bundesministerium der Verteidigung 1961. Vid Tysklands återförening i oktober 1990 slogs det ihop med Östtysklands försvarsministerium, Ministerium für Nationale Verteidigung, och Nationale Volksarmee.
Bundeswehr genomförde sin första krigsinsats 1999, under Kosovokriget, och sedan dess har utlandsinsatser av tyska trupper fått en ökad betydelse, bland annat genom att en insatscentral har inrättats i Berlin.